# Astra 3B
Astra 3B je jedním z komunikačních satelitů. Satelit vlastní společnost Astra a provozuje ho společnost SES. Satelit byl vypuštěn v roce 2010 na orbitální slot Astra 23,5° E poskytující digitální televizní a rozhlasové DTH (direct-to-home), a obousměrné satelitní širokopásmové služby v celé Evropě a na Středním východě.
Satelitní vysílání poskytuje tři paprsky, s horizontální a vertikální polarizací, které pokrývají tři oblasti zemského povrchu. Široký Pan-European paprsek poskytuje DTH příjem na 60 cm paraboly v celé Evropě od Španělska až po Černé moře a od Řecka po Skandinávii. Evropský paprsek (pro střední a východní Evropu) a paprsek pro blízký východ (Arabský poloostrov, Írán a Irák) zajistit příspěvky distribučních služeb, dat a přenos IP služeb mezi oběma regiony, Ka pásmo, pro uplink a downlink, používané v Evropě a Ku pásmo na Středním východě.
Satelit Astra 3B byl vypuštěn v květnu 2010 po téměř dvou měsících zpoždění způsobeném technickými problémy v tlakování systému rakety Ariane 5 a dvěma odklady startu a 24. března a 9. dubna 2010.
Astra 3B začala komerčně fungovat v červnu 2010, zpočátku poskytovala DTH vysílací služby především do oblasti Beneluxu (Canal Digitaal) a střední Evropy (Skylink), stejně jako obousměrné širokopásmové služby ASTRA2Connect v celé Evropě a na blízkém východě. V lednu 2011 Astra oznámila, že bulharský DTH operátor Satellite BG by zahájil balíček s více než 60 kanály v SD rozlišení a 12 kanálů v HD rozlišení, včetně sportovních, filmových, věcných a dětských TV, a všechny hlavní bulharské veřejné a komerční služby, dne 1. února pomocí tří transpondérů na satelitu Astra 3B.
Nasazení satelitu Astra 3B na 23,5° E (východně) pomohlo optimalizovat využívání rádiového spektra a umožnilo společnosti SES uvolnění satelitů Astra 1E a Astra 1G, které byly dříve na pozici Astra 23,5° E pro použití na jiné orbitální pozice.